# آرتور برسون
 آرتور برسون (آلمانی: Arthur Berson؛ زاده ۶ اوت ۱۸۵۹ درگذشته ۳ دسامبر ۱۹۴۲) یک فیزیک‌دان و مهندس اهل آلمان بود.